# IC 1701
IC 1701 ist eine kompakte Galaxie vom Hubble-Typ C im Sternbild Fische auf der Ekliptik. Sie ist schätzungsweise 382 Millionen Lichtjahre von der Milchstraße entfernt und hat einen Durchmesser von etwa 135.000 Lichtjahren.
Das Objekt wurde am 23. Dezember 1897 von Stéphane Javelle entdeckt.